# We Don't Wanna Put In
We Don't Wanna Put In is een protestlied in discostijl waarmee de Georgische band Stephane i 3G Georgië wilde vertegenwoordigen op het Eurovisiesongfestival 2009 in Moskou.

## Nationale selectie
Georgië, dat in de zomer van 2008 een oorlog met Rusland uitvocht over Zuid-Ossetië, was aanvankelijk niet van plan om in 2009 aan het Eurovisiesongfestival mee te doen. Uit woede over de Russische invasie liet het land het evenement, dat in 2009 in de Russische hoofdstad Moskou zou gaan plaatsvinden, liever links liggen.
Op 5 januari 2009 maakte de Georgische publieke omroep bekend op verzoek van de Europese Radio-unie toch mee te doen, en werd op 18 februari 2009 een nationale voorronde georganiseerd. Een van de deelnemers was de formatie Stephane i 3G, bestaande uit zanger Stefan Mgebrisjvili, en bijgestaan door 3G, ofwel de dames Nini Badoerasjvili, Kristine Imedadze en Tako Gatsjetsjiladze. De formatie trad op met een disconummer waarvan de tekst opriep om vooral de vrolijkheid erin te houden: We don't wanna put in the negative move, it's killing the groove. Wie echter niet de tekst had en enkel luisterde, hoorde in het nummer een protestlied tegen de zittende Russische premier Vladimir Poetin (We don't wanna Putin, ofwel Wij willen geen Poetin). De toespeling op Poetin was een bewuste keuze: de discoformatie wilde met het anti-Poetin lied protesteren tegen de politiek van de Russische premier. Het lied won de nationale voorronde, en werd daarmee de Georgische inzending voor het songfestival van dat jaar. Twee jaar eerder deed Oekraïne iets vergelijkbaars, maar subtielers in de tekst van hun inzending voor 2007. Het lied "Lasha Tumbay" van Vjerka Serdjoetsjka kon verstaan worden als "Russia Goodbye" (Rusland, vaarwel).

## Ontvangst
De Russin Yana Rudkovskaya, producent van zanger Dima Bilan die het songfestival in 2008 namens Rusland gewonnen had, betitelde de Georgische inzending als immoreel. Ze vond dat de Europese Radio-unie (EBU), die het internationale evenement organiseert, het lied moest diskwalificeren, omdat het haar land beledigde. Dmitri Peskov, woordvoerder van het premier Vladimir Poetin, zei dat het lied "hooliganisme" is, waar hij aan toevoegde "Hoe dan ook, ik weet zeker dat niemand hier een liedje zal zingen 'Tot ziens onze lieve Misja'", in verwijzing naar zowel de mascotte voor de Olympische Spelen in Moskou als de Georgische president Micheil Saakasjvili.
Ook een van de leiders van de Georgische oppositie zou zich tegen het lied hebben uitgesproken. De Georgiërs zelf dachten er blijkbaar anders over. In een enquête van het Georgische media-bedrijf Rustavi 2 gaf 85% van de respondenten aan dat de tekst van het lied onveranderd diende te blijven. Een burgerpetitie "Boycot MoskouVision" pleitte na de bekendmaking om de deelname als geheel te heroverwegen. De petitie stelde dat de Georgische publieke omroep met de deelname "de Russische staat helpt" en zo "openlijke steun" levert aan de "agressieve acties van de bezetter, wat op zijn beurt een klassiek voorbeeld van collaboratie is". Ook de voormalige voorzitter van het Georgische parlement, Nino Boerdzjanadze, sprak zich negatief uit over het lied.
Via Interfax werd op 20 februari het gerucht verspreid dat de Russische zangeres Diana Goertskaja, die Georgië in 2008 op het songfestival vertegenwoordigde, zou zijn ingevlogen om het lied te helpen herschrijven. Deze geruchten werden echter dezelfde dag nog ontkend. Natia Oeznadze, hoofd van de Georgische nationale selectiecommissie van het songfestival liet weten dat de geruchten, die door een aantal Russische media zouden zijn verspreid, onjuist waren, dat Goertskaja nergens bij betrokken was, en dat er in de tekst van "We don't wanna put in" niets was veranderd.
De EBU boog zich vervolgens over de kwestie, en constateerde dat het lied als kwetsend beschouwd kon worden richting gastland Rusland. Het officiële statement van de EBU luidde dat er "geen teksten, toespraken of uitingen van politieke, commerciële of aanverwante aard toegestaan waren op het songfestival". De EBU eiste van Georgië dat het de tekst van het nummer zou herschrijven of een ander lied in zou sturen, omdat de titel en de tekst van het nummer niet voldeden aan de eisen in het reglement en daarom niet mocht deelnemen aan de competitie. Om toch nog deel te kunnen nemen aan het festival, moest Georgië vóór 16 maart een ander nummer kiezen of de tekst van het nummer dat al was gekozen, wijzigen. Hierop kondigde Natia Oeznadze, de producent van de Georgische voorselectie, op 11 maart 2009 aan dat Georgië zich voor 2009 terugtrok uit de competitie. Het nummer werd op 18 mei 2009 wel als single uitgebracht. Zangeres Tako Gatsjetsjiladze zou in 2017 Georgië alsnog vertegenwoordigen op het Eurovisiesongfestival met een lied.